# Borealis AG
Borealis AG è un'azienda austriaca produttrice di materie plastiche con sede a Vienna.
La società opera principalmente in Europa, con stabilimenti di produzione in Belgio, Austria, Germania, Finlandia e Svezia. Gestisce cinque impianti di riciclaggio delle materie plastiche in Austria, Germania, Belgio e Bulgaria e ha oltre seimila dipendenti in 120 paesi.

## Storia
Borealis nasce nel 1994 dalla fusione dei settori petrolchimici della compagnia petrolifera finlandese Neste Oyj e di quella norvegese Statoil. Nel 1998 la società acquisisce anche gli impianti petrolchimici di OMV; contestualmente OMV e IPIC hanno acquisito il 50% delle quote di Neste. Nel 2005, Statoil ha ceduto la sua quota di Borealis e un anno dopo, nel giugno 2006, la sede centrale è stata trasferita da Copenaghen a Vienna. Dall'autunno 2020, OMV detiene il 75% delle azioni e Abu Dhabi National Oil Company (ADNOC) detiene il restante 25%. Nel luglio 2023, tutti gli impianti per la lavorazione dell'azoto di Borealis, inclusi fertilizzanti, melamina sono state cedute ad Agrofert.